# Choteč (Pardubicei járás)
Choteč település Csehországban, a Pardubicei járásban. Choteč Časy, Rokytno, Sezemice és Dolní Ředice településekkel határos. Lakosainak száma 357 fő (2024. január 1.).

## Népesség
A település lakosságának változását az alábbi diagram mutatja:
| Lakosok száma | 259  | 352  | 343  | 266  | 267  | 274  | 331  | 337  | 359  | 357  |
|               | 1869 | 1890 | 1921 | 1950 | 1980 | 2001 | 2017 | 2019 | 2022 | 2024 |